# Septembre 1938

## Événements
- Création du Haut commissariat aux Réfugiés (HCR) par la Société des Nations.
- Rupture des relations diplomatiques entre Berlin et Rio (fin en juin 1939) provoquée par l’action de l’AO (Auslandsorganistation), section du parti nazi à l’étranger.
- La compagnie Swissair invite des personnes âgées à effectuer un vol sur un Douglas DC-3 afin de montrer que ce moyen de transport est accessible à tous. Le plus âgé des passagers a 96 ans, le plus jeune 83.

- 1er septembre : 
  - Le parti allemand des Sudètes et le médiateur britannique rejettent les propositions du gouvernement tchécoslovaque.
  - Création d’un Conseil supérieur pour la démographie et la race en Italie.

- 3 septembre : création de la IVe Internationale par Léon Trotsky.

- 11 septembre : Grand Prix automobile d'Italie.

- 13 septembre : l’état de siège est proclamé dans les Sudètes. Le médiateur britannique se prononce en faveur du rattachement des Sudètes au Reich.

- 14 septembre : premier vol du dirigeable LZ 130 Graf Zeppelin II, sister-ship du LZ 129 Hindenburg.

- 15 septembre :
  - Début de la crise des Sudètes.
  - Rencontre Adolf Hitler-Neville Chamberlain à Berchtesgaden.
  - À Bonneville Salt Flats, John Cobb établit un nouveau record de vitesse terrestre : 563,58 km/h.

- 16 septembre : 
  - le gouvernement tchécoslovaque dissout le parti allemand des Sudètes et lance un mandat d’arrêt contre le leader pro-nazi Konrad Henlein.
  - À Bonneville Salt Flats, George E. T. Eyston établit un nouveau record de vitesse terrestre : 575,32 km/h.

- 21 septembre, Espagne : annonce de Negrín à la Société des Nations du retrait des Brigades internationales.

- 22 - 24 septembre : rencontre Hitler-Chamberlain à Bad Godesberg.

- 23 septembre : mobilisation générale en Tchécoslovaquie.

- 27 septembre : 
  - Hitler envoie un ultimatum à Prague, réclamant l’annexion des provinces où l’on parle allemand. Il affirme qu’une fois résolue la question des Sudètes, la Tchécoslovaquie ne l’intéressera plus.
  - Lancement du paquebot Queen Elisabeth.

- Du 28 au 30 septembre : conférence de Munich (accords de Munich) réunissant l’Allemagne, l’Italie, la France, et le Royaume-Uni à la demande de Chamberlain - L’ultimatum du 27 septembre est accepté, officialisant l’abandon des Sudètes (Tchécoslovaquie) à Hitler - La France trahit la Tchécoslovaquie avec laquelle elle avait passé des accords pour garantir ses frontières. Mussolini donne son appui à Hitler, mais espère pouvoir préserver quelque temps l’équilibre européen. Le Premier ministre tchécoslovaque Jan Syrový, qui n’avait même pas été convié, est placé devant le fait accompli.

- Du 29 au 30 septembre : Hitler s’empare immédiatement des provinces des Sudètes, et les opposants politiques sont traqués. La Tchécoslovaquie perd un territoire de 30 000 km2, peuplé de 3 millions d’habitants et ses fortifications, ses défenses naturelles ainsi que d’importantes ressources économiques.

- 30 septembre : 
  - Daladier et Chamberlain sont accueillis triomphalement comme sauveurs de la paix à leur retour de Munich.
  - La Pologne prend Teschen.

## Naissances
- 1er septembre : Per Kirkeby artiste danois († 9 mai 2018).
- 5 septembre :  Doreen Massey, femme politique britannique, membre de la chambre des lords († 20 avril 2024).

- 10 septembre : Rosemarie Simmen, femme politique suisse († 1er avril 2024).
- 11 septembre : Peter Iden, écrivain, critique de théâtre et critique d'art allemand.
- 14 septembre :
  - Shahid Javed Burki, économiste et banquier pakistanais.
  - Janine Écochard, femme politique française.
  - Mokbula Manzoor, écrivaine bangladaise.
  - Tiziano Terzani, écrivain et journaliste italien († 28 juillet 2004).
  - David Verney, 21e baron Willoughby de Broke, membre britannique de la Chambre des lords.
  - Raymond Waydelich, artiste français († 9 août 2024).
- 15 septembre : Janusz A. Zajdel, écrivain polonais de science-fiction († 19 juillet 1985).
- 17 septembre : Aydin Ibrahimov, lutteur soviétique spécialiste de lutte libre († 2 septembre 2021).
- 18 septembre : Hetty Verhoogt, actrice néerlandaise.
- 20 septembre :
  - Diljit Rana, homme politique britannique.
  - Valdiza Alencar, syndicaliste seringueira.
- 21 septembre : Eduardo Úrculo, peintre et sculpteur espagnol († 31 mars 2003).
- 23 septembre :
  - Romy Schneider, actrice allemande naturalisée française († 29 mai 1982).
  - Maria Perschy, actrice autrichienne († 3 décembre 2004).
  - Jean-Claude Mézières, dessinateur de bande dessinée français († 23 janvier 2022).
- 26 septembre : Raoul Cauvin, scénariste de bande dessinée belge († 19 août 2021).
- 27 septembre : Jean-Loup Dabadie, écrivain français, parolier, scénariste, dialoguiste, traducteur, adaptateur, metteur en scène, membre de l'Académie française († 24 mai 2020).

## Décès
- 24 septembre : Eugène Delâtre, peintre français.
- 25 septembre : Lev Zadov, activiste politique ukrainien (° 11 avril 1893).